# Гильом X (герцог Аквитании)
Гильом (Гийом) X Святой иначе Вильгельм (фр. Guillaume X duc d'Aquitaine; 1099 — 9 апреля 1137) — герцог Аквитании, герцог Гаскони и граф Пуатье (под именем Гильом VIII) с 1126 года . Был сыном Гийома IX Трубадура и его второй жены, Филиппы Тулузской.

## Биография
Гильом родился в Тулузе в недолгий период правления его родителей в этом городе. В том же году герцог Гильом IX Трубадур неожиданно оставил Тулузу кузену Филиппы, Бертрану Тулузскому, и отправился в крестовый поход.
Филиппа с сыном обосновались в Пуатье. Спустя некоторое время после своего возвращения герцог Гильом IX отдалился от законной жены и открыто привёз во дворец любовницу Данжерозу де Л’Иль-Бушар, жену одного из своих вассалов. Из-за этого сильно ухудшились отношения между отцом и сыном, пока младший Гильом в 1121 году, уже после смерти матери, не женился на дочери любовницы отца, Аэнор де Шательро, дочери Амори I де Шательро (ок. 1077—1136).
От этого брака у него родилось трое детей:
1. Алиенора, унаследовавшая Аквитанию
2. Аделаида Петронилла, ставшая женой Рауля I, графа Вермандуа
3. Гильом Эгре, умер в 1130 году.

Вторым браком был женат (1135) на Эмме, дочери виконта Лиможа Адемара III Бородатого.
Как и его отец, Гильом X был покровителем трубадуров, музыки и литературы. Он был образованным человеком и позаботился о том, чтобы и дочерям дать превосходное образование, редкое в то время для правителей Европы. Когда Алиенора стала герцогиней, она продолжила традиции отца и превратила Аквитанский двор в культурный центр Европы.

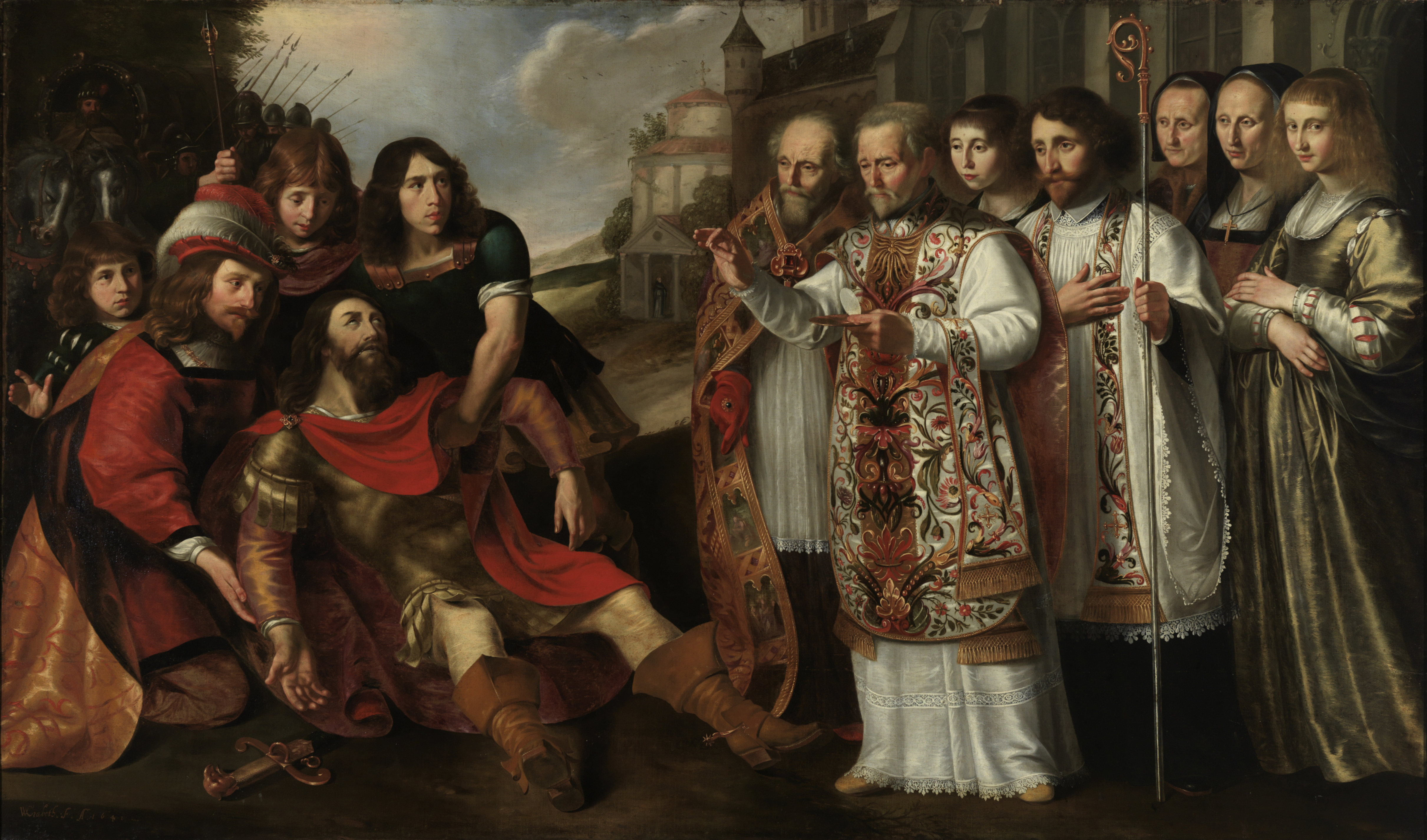
Бернард Клервоский убеждает Гильома X Аквитанского

Гильом был как любителем искусств, так и воином. Он боролся с Нормандией (на которую он напал в 1136 году вместе с Жоффруа V Плантагенетом) и Францией. В самой Аквитании он вынужден был бороться с заговором нескольких дворянских родов против себя и уничтожил заговорщиков. В международной политике вопреки воле местных епископов Гильом поддержал антипапу Анаклета II в расколе 1130 года. В 1134 году Бернар Клервоский убедил Гильома отказаться от поддержки Анаклета и признать папу Иннокентия II.
В 1137 году Гильом отправился в паломничество в Сантьяго-де-Компостелу, но умер в пути, предположительно из-за отравления пищей. На смертном одре он выразил желание, чтобы король Франции Людовик VI стал опекуном его пятнадцатилетней дочери Алиеноры и нашёл ей подходящего мужа. Людовик VI принял опекунство и женил на аквитанской наследнице своего сына, Людовика VII.